# Roerfluit
De roerfluit is een orgelregister dat halfgedekt is. Dat betekent dat het van boven gedekt is met een zogenaamde stop. In die stop is een buisje gemaakt, het roer (vergelijk het Duitse Rohr, dat buis betekent). Daardoor krijgt het register een helderder klank dan wanneer het alleen gedekt is, zoals bij een bourdon of holpijp. De roerfluit klinkt meestal vrij zacht en lieflijk. Door de gedekte vorm nemen de pijpen qua hoogte minder ruimte in dan open pijpen met dezelfde klank. Het komt het meest voor als 8-voets en 4-voets register, maar in enkele gevallen ook als 16-voets register.
Aliquot · Bourdon · Chamadewerk · Cornet · Cymbelster · Dulciaan · Fluit · Gedekt · Grondstem · Hobo · Holpijp · Mixtuur · Nachtegaal · Prestant · Roerfluit · Salicionaal · Strijkers  · Subbas · Tolkaan · Voix céleste · Vulstem